# Santa Maria de Sapeira
Santa Maria de Sapeira és l'església parroquial romànica del poble de Sapeira, de l'antic terme del mateix nom, actualment pertanyent al de Tremp.
És un edifici molt transformat al llarg dels segles. Conserva, però, molts fragments d'època romànica. Té una porta oberta a migdia amb tres arquivoltes sobre un àbac. L'absis fou eliminat i substituït per una edificació més moderna, de la mateixa època del campanar. També foren afegides a l'església diverses capelles i la rectoria, que amaguen en part la construcció romànica.
És d'una sola nau, coberta amb volta de canó apuntada i reforçada amb arcs torals. L'absis semicircular romànic fou substituït per una construcció rectangular més tardana, que fa de sagristia, però s'hi observen traces de l'absis, com l'arc presbiteral que l'unia a la nau.
L'edifici actual és tardà, del segle xii o fins i tot posterior, però aprofita part dels murs i de les pedres d'un bastiment del segle xi. A més, les capelles posteriors i la rectoria degueren fer servir les pedres del castell, que era al costat mateix.